# T-28
T-28 je Sovjetski tank iz tridesetih let 20. stoletja in velja za enega prvih srednjih tankov na svetu. Namenjen je bil za podporo pehote, oziroma njeni pomoči pri napredovanju preko večjih utrjenih ovir.   

## Zgodovina tanka
Tank T-28 je bil v veliko pogledih podoben tanku Vickers A1E1 Independent, ki je v obdobju med obema vojnama zelo vplival na njegov razvoj, čeprav je bil narejen le en prototip leta 1926. T-28 so po tem tanku začeli razvijati leta 1932. 11. avgusta 1933 so tank uradno potrdili. Med letoma 1933 in 1941 so naredili 503 primerke.
Tank T-28 je sodeloval tudi v drugi svetovni vojni. Sodeloval je pri invaziji na Poljsko in v zimski vojni proti Finski, kjer so se pokazale številne pomanjkljivosti. Oklep ni bil kos nalogam, zato so ga dali povečati na prednji strani od 50 mm pa vse do 80 mm in ob straneh na 40 mm. Med zimsko vojno je bilo zadetih 200 tankov, vendar le 20 tako, da se jih ni več dalo obnoviti. Med uporabniki je bila tudi Finska, ki je uporabljala zajete tanke T-28. 
Ko je Nemčija vdrla v Sovjetsko zvezo leta 1941 so le ti imeli 411 tankov T-28, vendar jih je bil večina uničenih že po prvih dveh mesecih vojne.
Danes so ohranjeni trije tanki T-28. Dva sta na Finskem in eden v Moskvi.

## Izpeljanke
- T-28 Model 1934 ali T-28A — osnovni model.
- T-28 Model 1938 ali T-28B — verzija z izboljšanim topom L-10 76.2 mm, izboljšan topovski stabilizator in nov motor M-17L
- T-28E ali T-28C — verzija z izboljšanim oklepom.
- T-28 Model 1940 — zadnja varianta z novo kupolo.
- OT-28 — verzija plamenometalec.